# Cecropia juranyiana
Cecropia juranyiana Alad. Richter (ou Cecropia sciadophylla Mart.) é o nome científico da espécie botânica também conhecida vulgarmente como embaúba-da-mata, imbaubão, matataúba, pé-de-galinha, sambacuim ou sambaíba-do-norte. É nativa do brasil, onde ocorre na Amazónia.
Pertencente ao género das embaúbas (Cecropia), chega a atingir cerca de 15 m de comprimento. O seu tronco é liso e de cor cinzenta. As folhas são compostas por vários folíolos (até 14 em número) que chegam a atingir 50 cm de comprimento. Apresentam espatas terminais avermelhadas. Tem invólucros florais membranáceos, que dão origem a frutos elipsóides, castanhos escuros, brilhantes e com extremidade pontiaguda, com secção transversal triangular-arredondada ou elíptica, com uma superfície apresentando tubérculos, geralmente ausentes nas extremidades. As sementes são pequenas nozes ovóides, dispersas pelas espécies de morcego Artibeus jamaicensis, Carollia perspicillata, Phyllostomus hastatus, Rhinophylla pumilio.